# نادي رودانغ 91
نادي رودانغ 91 هو نادي كرة قدم لوكسمبورغي أٌسس عام 1991. يلعب النادي في Luxembourg Division of Honour ‏.